# Ophiomyia crotalariella
Ophiomyia crotalariella este o specie de muște din genul Ophiomyia, familia Agromyzidae, descrisă de Spencer în anul 1990.
Este endemică în Kenya. Conform Catalogue of Life specia Ophiomyia crotalariella nu are subspecii cunoscute.